# Papp Nándor
Papp Nándor  (Hatvan, 1951. május 10. –) magyar tolmács és egyetemi oktató. A Közgazdasági Egyetem, az ELTE Tanárképző Főiskolai Kar és az ELTE BTK Angol–Amerikai Intézet egykori oktatója.

## Tanulmányai és oktatói karrier
Papp Nándor a Bajza József Gimnáziumban érettségizett Hatvanban. Angoltanára Budai László volt. A Neves Hatvaniak interjúban, Papp Nándor egyszerűen The teacher-nek (magyarul: A Tanár) nevezi Budai Lászlót, aki hatására választotta a tanári pályát.
Az 1970-es években első helyezést ért el egy országos versenyen angol nyelvből, így felvételt nyert az ELTE Bölcsészettudományi Karára, ahol angol-orosz szakon szerzett diplomát 1975-ben. Az egyetemi évei alatt a budapesti Közgazdaságtudományi Egyetemen kezdett oktatni. Először titokban oktatott, mert másod éves egyetemistaként nem taníthatott volna egyetemen. Ötödéves hallgatóként már legálisan taníthatott a Közgazdaságtudományi Egyetemen. 1987-ben doktori címet szerzett. 1987 és 1994 között nemzetközi szervezetnél, az államigazgatásban, és a magánszektorban tevékenykedik. 1994-től ismét a felsőoktatásban oktatott, a ELTE Tanárképző Főiskolai Karon (ELTE-TFK). Az ELTE-TFK megszűnése után, az ELTE BTK Angol-Amerikai Intézetének oktatója lesz, ahol tolmácsolást oktatott az Angol Alkalmazott Nyelvészeti Tanszéken és fordítást.
2004. október 1-én Papp Nándor a Fordítók és Tolmácsok Őszi Konferenciáján tartott előadást A tolmácsok protokollja címmel.
2010-től a Budapesti Corvinus Egyetem Nemzetközi Tanulmányok Intézetének Nemzetközi Kapcsolatok Tanszékének oktatója.

## Tolmács karrier
1990-ben Papp Nándor tolmácsolt Diána walesi hercegné és Károly walesi hercegnek, majd Fülöp edinburgh-i hercegnek. 1993 májusban II. Erzsébet brit királynőnek tolmácsolt budapesti látogatása során.
Papp Nándor 10 éven keresztül volt Göncz Árpád tolmácsa. 2017 a Budapesti Műszaki és Gazdaságtudományi Egyetemen tartott előadást a tolmácsolásról.  2022-ben Papp Nándor tartott előadást a Göncz100 programsorozat eseményen az Őrmezei Közösségi Házban.

## Publikációi
- Gulyás, R., Kelemen É., Papp N., & Szabari K. (2005). Amit a tolmácsolásról tudni kell: Útmutató tolmácsoknak. Timp Kft.[19]
- Papp, N. (1985). The Expression of Present and Past Time in the English Predicate. Papers and Studies in Contrastive Linguistics, 20, 95–114., Adam Miczkiewicz University, Poznan and Center for Applied Linguistics, Washington, D.C.
- Papp, N. (1989). Future time and future tense in English and Hungarian. Annales Universitatis Scientiarum Budapestinensis de Rolando Eötvös Nominatae, Sectio Linguistica, Tomus XX, pp. 5–32.
- Papp, N. (1986). A Hungarian Look at the Meaning of the English Perfect, in: Contrasting English with Hungarian, Studies in Modern Philology 2, pp. 88–149. Akadémia Kiadó
- Papp, N. (1989). Future time and future tense in English and Hungarian, in: Annales Universitatis Scientiarum Budapestinensis de Rolando Eötvös Nominatae, Sectio Linguistica, Tomus XX, pp. 5–32.
- Rapcsák, J. & Papp, N. (1981). Companion to New Concept English II. Tankönyvkiadó